# Clube Deir Abi Said
Deir Abi Saeed Club é um dos clubes de futebol da Jordânia. Joga na Liga de Futebol da Segunda Divisão da Jordânia. O clube foi fundado em 1976 DC no distrito de Koura/Deir Abi Saeed, no norte da Jordânia.

## Presidentes de clube
| Presidente                               | o ano            |
| Xeque. Marwan Al Khatib                  | 2015 - até agora |
| Khaled Abu Zaytoun                       | 2011 - 2015      |
| Bilal Bani Younis (Presidente Honorário) |                  |

## Treinadores
|          | O Treinador            | o ano |
| Jordânia | Eid de sucesso         |       |
| Jordânia | Maomé alkhatib         |       |
| Jordânia | Anas Bani Yassin       |       |
| Jordânia | Raslan Al-Ghazawi      |       |
| Jordânia | Abdul Salam Al Hazaima |       |

## Esportes de clube
- futebol
- basquetebol

O clube disputou a Premier Basketball League da Jordânia entre (2016/2017, 2017/2018). 
1. ↑  موقع الغد Arquivado em 2023-11-09 no Wayback Machine
2. ↑  addustour Arquivado em 2023-11-09 no Wayback Machine
3. ↑  موقع عين الحقيقة Arquivado em 2023-11-09 no Wayback Machine
4. ↑  الاتحاد الأردني لكرة السلة Arquivado em 2022-12-01 no Wayback Machine